# Tankvogn
En tankvogn er et jernbanekøretøj med en eller flere beholdere til transport af flydende gods, eller en tankbil er en lastbil monteret med en tank "beholder" der kan anvendes i mange sammenhænge; Transport af væske eller pulver over kortere eller længere afstande.
- Væsken kan f.eks være vand, brændstof, kemikalier, produkter fra procesindustri – landbrug, spildevand, gylle, fiskeolie, olie/benzin, slam, øl  m.m
- Pulver kan f.eks være mel, kartoffelmel, kiselgur, sukker, m.m.

|           |
| Mælketank |

|        |
| Øltank |

|              |
| Gylletrailer |

|          |
| Kemitank |